# 3849 Incidentia
3849 Incidentia este un asteroid din centura principală, descoperit pe 31 martie 1984 de Edward Bowell.